# Эоархей
Эоархе́й (от др.-греч. ἠώς — «рассвет» и ἀρχαῖος — «древний») — первая геологическая эра архейского эона. Охватывает временной период от 4031 (±3,0) до 3600 миллиона лет назад. Продолжалась, таким образом, около 400 млн лет. Находится между катархейским эоном и палеоархейской эрой.

## Геология
В эпоху эоархея на Земле впервые сформировалась твёрдая земная кора. Однако её формирование не было ещё окончательно завершено, во многих местах лава всё ещё выходила на поверхность. Сохранялась достаточно высокая температура атмосферы у поверхности, обусловленная парниковым эффектом и высокой по сравнению с нынешней естественной радиоактивностью. В начале эоархея продолжалось частое падение на Землю астероидов, это было время завершения так называемой поздней тяжёлой бомбардировки.
Эоархей — первая эра, от которой сохранились горные породы. Крупнейшей подобной формацией является формация Исуа на юго-западном побережье Гренландии, возраст которой оценивается в 3,8 млрд лет.
В эпоху эоархея образовалась гидросфера Земли, однако воды на Земле было сравнительно немного и единого мирового океана ещё не существовало, водные бассейны существовали изолированно друг от друга, при этом температура воды в них доходила до +90 °C.
Атмосфера существенно отличалась от современной: она содержала много CO2 и мало свободного азота, аргон в атмосфере практически полностью отсутствовал. Свободный кислород в атмосфере тоже практически отсутствовал. Плотность и давление атмосферы были значительно выше современных.
В конце эоархея началось формирование первого суперконтинента Ваальбара.

## Биология
В 2016 году из Гренландии были описаны древнейшие (возрастом 3,7 миллиарда лет) ископаемые строматолиты — остатки древнейших бактериальных сообществ. Находки достигают в длину от 1 до 4 см. Некоторые из них имеют куполообразную форму, другие напоминают акулий зуб. Позже интерпретация этих находок как строматолитов была оспорена.